# 皇清經解續編
《皇清经解续编》，即《清经解续编》，又稱《南菁书院经解》，王先谦主编。
光緒十一年（1885年）江蘇學政王先謙於江蘇奏設書局，仿阮元之《皇清經解》體例，又續作《皇清經解續編》，共收一百十一家，二百零九种著作，共一千四百三十卷。光绪十二年（1886年），刻印，光绪十四年（1888年）六月，全书辑刊完成。王闓運認為“續編《皇清經解》，縱未能抗行芸台（阮元），續編《古文辭類纂》差足以肩惜抱（姚鼐）”。